# Richard Redmayne
Sir Richard Redmayne (ou Redman), né à une date incertaine et mort le 22 mars 1426, est un homme politique anglais.

## Biographie
Issu de la gentry, il grandit dans le comté du Westmorland. Son père Sir Matthew Redmayne est le gardien des Marches écossaises, la région frontalière entre l'Angleterre et le royaume d'Écosse. Fait chevalier vers 1375, Richard Redmayne prend part aux assauts menés par la Marine anglaise contre les Français et les Espagnols à la fin des années 1370 et au début des années 1380, durant la guerre de Cent Ans. En novembre 1389, il est nommé shérif du Cumberland, un poste qu'il occupera à quatre reprises durant la décennie qui suit. De l'automne 1394 au printemps 1395, puis à nouveau en 1399, il participe aux campagnes militaires menées par le roi Richard II contre les rebelles en Irlande.
En 1406, il est élu député du Yorkshire à la Chambre des communes du Parlement anglais. Il y représente ainsi le comté natal de son épouse Elizabeth, sur les terres de laquelle il s'est installée. Ses pairs le nomment membre d'un comité de six députés chargés d'effectuer un audit des dépenses liées à la guerre contre la France. Il est réélu député pour les parlements de novembre 1414 puis de 1415, et est élu président de la Chambre des communes pour cette assemblée de 1415. La session parlementaire de 1415 s'avère être la plus courte de l'ère médiévale : Les députés ne siègent que quelques jours, dans la liesse des victoires militaires anglaises en France, pour voter le budget. Il est élu encore deux fois à la Chambre, siégeant aux parlements de 1420 et de décembre 1421.
Ayant survécu à son épouse et à ses deux fils, Sir Richard décède en mars 1426 et est inhumé dans une église de la ville d'York.